# Frontera entre Etiopía y Sudán
La frontera entre Etiopía y Sudán es el límite internacional que separa a Etiopía y Sudán. Se extiende desde la triple frontera entre Sudán, Etiopía y Eritrea al norte, hasta el sur, en la triple frontera entre Sudán, Etiopía y Sudán del Sur.
Hasta la independencia de Eritrea en 1993, esta frontera iba hasta el mar Rojo al norte y medía aproximadamente 2200 kilómetros. En 2011, la frontera se redujo a aproximadamente la mitad por la independencia de Sudán del Sur.
La demarcación no está concluida, ya que hay recientes conversaciones entre ambos estados con objeto de finalizar el proceso iniciado en 2001. Algunas de estas iniciativas fueron condenadas por la oposición etíope. Es una zona insegura, con escaramuzas esporádicas entre el ejército etíope y las fuerzas separatistas del Frente de Liberación Oromo (OLF).